# Yumi Ogura
Yumi Ogura (小倉由美; Saitama, Japón; 2 de septiembre de 1967) es el nombre de una luchadora profesional de All Japan Women's Pro-Wrestling, quien debutó en 1983. 

## Biografía
Yumi Ogura nació en Saitama, a sus 16 años de edad debuta en 1983 en All Japan Women's Pro-Wrestling, donde lucha contra Keiko Nakano y pierde al final. Su apodo era Gongon desde 1983 en adelante. Luego derrota a Keiko Nakano y gana el título de ella, siendo la campeona juvenil. Desde entonces también derrota a Mika Komatsu en un torneo con el final desesperante.
Todos la llamaban una figura muy valiente, por lo tanto era querida por los fanes, y aumento mucho más su popularidad al convertirse en campeona en 1988, y por formar el equipo Red Typoons junto a Kazue Nagahori quienes derrotan a Bull Nakano y Dump Matsumoto. Más tarde, Mika Komatsu se une al grupo Red Typoons para el torneo contra Crane Yu, Drill Nakamae y Grizzly Iwamoto, pero terminan perdiendo y ganan las demás, quienes formaban parte de La villanía alianza.
En abril de 1987, Yumi Ogura y Kazue Nagahori, luchan contra Akira Hokuto y Yumiko Hotta, fue un torneo extenso de varios minutos, y Akira Hokuto termina gravemente en el hospital, y fue la causa en que Yumi Ogura llorando decide pedirle disculpas. Al final de 1987, Yumi Ogura derrota a Noriyo Tateno y al final, el equipo de Red Typoons derrota a Crush Gals y Jumping Boomb Angels, quien estuvo formado por Noriyo Tateno y Itsuki Yamazaki.
Anteriormente en 1986, las estadounidenses Judy Martin y Velvet McIntyre son derrotadas en Japón por Yumi Ogura y Kazue Nagahori. Las cosas cambian para Yumi Ogura cuando en 1989 pierde un torneo contra Bull Nakano, pero esta le da el título y el trofeo a Yumi. Más tarde, en 1992, Yumi regresa con el nombre de Hiper Cat, pero esta vez con una máscara y derrota a varias luchadoras como Kyoko Inoue y Manami Toyota.
El último torneo visto fue en 1992, cuando tenía el nombre de Hyper Cat, y luego aparece en el año 2003 para luchar contra La villanía alianza.

## Títulos de campeonatos y logros
- AJW Junior Championship
- Tag Team Campeonato Mundial WWWA
- Campeonato femenino AJW
- Trofeo de Oro
- Trofeo de Plata
- Trofeo de Bronce

## Técnicas especiales
Yumi Ogura, en un torneo utiliza el Nunchaku para luchar con Bull Nakano, y además esta sabía artes marciales.
- Técnicas con las rodillas y las piernas
- Tigre conductor
- Nunchaku
- Arte marcial
- Compactacion lateral

## Alianzas
- Kazue Nagahori
- Keiko Nakano
- Mika Komatsu
- Kanako Nagatomo